# ريموس لوبين
ريموس لوبين Remus Lupin شخصية خيالية في سلسلة هاري بوتر للمؤلفة البريطانية ج. ك. رولنغ، وهو ساحر مستذئب عمل عاماً واحداً في هوجوورتس كمعلم لفنون الدفاع ضد السحر الأسود،  وأحد أصدقاء جيمس بوتر والد هاري بوتر، كما أنه أحد أعضاء جماعة العنقاء، وكان في مراهقته أحد أعضاء عصابة النهابين الأربعة. 

## المولد والنشأة
وُلد ريموس جون لوبين في 10 مارس 1960 لأبوين يُعتقد أنهما من سلالة سحرية خالصة، وتعرض في سن مبكرة لعضة من المستذئب الشهير فنرير غرايباك حولته هو نفسه إلى مستذئب، وغيرت مجرى حياته بشكل جذري.
لولا أن ألباس دمبلدور كان مدير مدرسة هوجوورتس للسحر والشعوذة ما كان لوبين ليحصل على فرصة التعليم السحري، وذلك لحساسية السحرة وتعصبهم ضد المستذئبين، دمبلدور غير التقليدي اتخذ اجراءات ملائمة لضمان سلامة زملاء لوبين، وسلامة لوبين نفسه خلال فترات اكتمال القمر، ببناء منزل شريكنغ هاوس وزرعة الصفصافة المقاتلة على مدخله لمنع المتطفلين من دخوله، ووضع لوبين فيه خلال فترات تحوله.
صُنف ريموس لوبين في منزل جريفندور وهُناك تعرف على أعز أصدقائه جيمس بوتر، سيرياس بلاك، وبيتر بيتيغروالذين عرفوا سره، وأصبحوا سحرة متحولين إلى حيوانات ليتمكنوا من مرافقته خلال فترة استذءابه، مكونين عصابة عُرفت باسم عصابة النهابين الأربعة، اكتشفت معظم أسرار قلعة هوجوورتس، وصنعت لها خريطة سحرية تكشف موقع كل شخص في القلعة عرفت بخريطة النهابين، ووُقعت بألقابهم.
كان لقب لوبين في العصابة هو السيدة موني Mrs Moony في إشارة إلى تحوله المرتبط بحالات القمر.
لم يكن أفراد عصابة النهابين وحدهم من يعرفون سر لوبين إذ أن سيرياس بلاك أراد أن يوقع سيفروس سنيب زميل الأربعة من منزل سليذرين في مقلب، فأخبره بأن يذهب إلى شريكنغ هاوس، وكان ذلك وقت تحول لوبين إلى ذئب.
كاد سنيب يقتل في تلك المواجهة لولا أن جيمس بوتر أنقذه، وعندها عرف بسر لوبين، لكن دمبلدور أرغمه على حفظ السر. وبقي العداء قائماً بين سنيب وأفراد عصابة النهابين إلى الأبد، متنامياً عبر السنين.
كان لوبين تلميذاً مثالياً معظم الأحيان، وحصل على شارة التلميذ المثالي مرة، كما أنه كان أحد التلاميذ المتفوقين؛ لكنه لم يستطع كبح تصرفات صديقيه جيمس بوتر وسيرياس بلاك المزعجة، رغم أن دمبلدور أمل في أن يتمكن من ضبطهما.

## لوبين بعد هوجوورتس
لا تتوفر معلومات في السلسلة حول ما فعله لوبين بعد تخرجه من هوجوورتس، لكنه كان أحد أعضاء جماعة العنقاء واستمر في صداقته الحميمة بأصدقائه النهابين، الصداقة التي أثرت عليها فترة الحرب الأولى بين المجتمع السحري ولورد فولدمورت، وسعي هذا الأخير إلى إيجاد عائلة بوتر، حيث استبعده سيرياس بلاك ظنا انه قد جاسوس (وذلك لأنحياز معظم المستذئبين الي فولدمورت في هذا الوقت بسبب اضهاد السحرة لهم).
بعد أحداث 1981 التي نتج عنها قتل جيمس بوتر وزوجته ليلي بوتر، وقتل بيتر بيتيغرو المزعوم على يد سيرياس بلاك، وزج هذا الأخير في سجن أزكابان بهذه التهمة، توارى لوبين لفترة طويلة جداً اقتربت من اثني عشر عاماً، مشتتاً ما بين حبه لسيرياس بلاك وثقته ببانه لم يخون ال بوتر، وما بين إيمان المجتمع السحري بأن سيرياس بلاك مجرم، ومعاون شخصي لفولدمورت.
تشير السلسلة إلى أن لوبين تنقل بين الوظائف بشكل مستمر، وازداد فقراً عاماً عن عام، كما أنه يشيخ بسرعة بسبب شظف العيش، وعدم استطاعته الحصول على عمل بسبب كونه مستذئباً.

## لوبين في هوجوورتس من جديد
في الكتاب الثالث من سلسلة هاري بوتر هاري بوتر وسجين أزكابان يرسل ألباس دمبلدور في طلب ريموس لوبين لشغل وظيفة معلم الدفاع ضد فنون السحر الأسود الشاغرة متخطياً سيفروس سنيب معلم الوصفات الطامح إلى شغل المنصب، وزميل لوبين القديم.
كان لوبين من أفضل معلمي هوجوورتس في العام الوحيد الذي درسه في المدرسة، إذ أنه كشف عن براعة هائلة، وتعاطف وشغف كبير بتلامذته، فوهبهم وقته، وسخر كل طاقاته لأجلهم.
تعرف لوبين على هاري بوتر ابن صديقه القديم جيمس بوتر، لا من ندبته كما يفعل الآخرون، ولا من شبهه الكبير بأبيه، لكن من عينيه اللتين تشبهان عيني أمه، والتي يصفها لوبين بأنها إنسانة طيبة وتجيد رؤية الخير في نفوس الآخرين مما لا يرونه.
كان لوبين عوناً كبيراً لهاري في عامه الثالث عشر، فهو الذي دربه على تعويذة باتروناس لصد هجوم الديمنتورات، وتفهمه، وقدم له عونه وصداقته بدون قيد أو شرط.
عانى لوبين في عامه الوحيد كمعلم في هوجوورتس من فرار صديقه القديم سيرياس بلاك من سجن أزكابان، والأنباء الكثيرة عن سعيه لقتل هاري بوتر، ومن ثم اقتحامه للمدرسة سعياً وراء هاري. أيضاً عانى من حقد زميله القديم سنيب الذي عمل على التقليل من شأنه، وتذكيره المتعمد بكونه مستذئباً، وبصداقته للنهابين الأربعة الذين اعتبرهم مجرمين.
ورغم ذلك فإن لوبين اعتمد على جرعة سنيب للتخفيف من حالات استذءابه وإبقائها ضمن نطاق السيطرة.
حين اشتد المرض على لوبين، تولى سنيب تدريس صفوفه بدلاً عنه، فاستغل الفرصة للإيحاء للطلبة بحقيقة لوبين عن طريق تكليفهم بالبحث في موضوع المستذئبين، واكتشفت هرمايني غرينجر حقيقة المعلم بمقارنة الخرائط الفلكية مع فترات مرضه، لكنها أبقت الأمر لنفسها.
مع اقتراب العام الدراسي من نهايته، تبع لوبين هاري بوتر ورفيقيه رون ويزلي وهرمايني غرينجر إلى منزل شريكنغ هاوس حيث استدرجهم سيرياس بلاك مع سكابرز فأر رون الذي سيتضح أنه الصديق الرابع الخائن بيتر بيتيغرو، وفي مواجهة كبيرة يستعيد لوبين صديقه القديم بلاك، ليقررا قتل بيتيغرو معاً غير أن هاري يمنعهما من ذلك، ويقرر الجميع أخذ بيتيغرو إلى وزارة السحر لإثبات براءة بلاك.
لكن القمر يكتمل تلك الليلة فيتحول لوبين إلى ذئب ويهرب في البرية، ويضطر سيرياس بلاك إلى التحول إلى كلب أسود كبير لمطاردة لوبين، ومنعه من إيذاء الآخرين، بينما يقوم سنيب الذي ظهر في شريكنغ هاوس بحماية هاري ورفيقيه، وفي ظل هذه الفوضى يهرب بيتيغرو إلى لورد فولدمورت ممهداً لعودته في الجزء الرابع من الكتاب.
تنتهي سيرة لوبين في هوجوورتس نهاية مؤسفة، إذ أنه يضطر للاستقالة بعد أن فضح سنيب أمره وأخبر جميع التلاميذ أنه مستذئب، فيحزم أمتعته ويذهب إلى وجهة غير معلومة، بينما يبقى سيرياس بلاك فاراً من العدالة.

## لوبين في الحرب الثانية
يعود لوبين إلى جماعة العنقاء ما أن يستدعيهم دمبلدور من جديد، ويعمل في مهمة غير واضحة في البداية، لكنها تتضح في الجزء السادس، إذ أن لوبين هو عميل الجماعة في مجتمع المستذئبين السري الذي يحكمه فنرير غرايباك المستذئب الأشهر في أوروبا وأحد أكلة الموت، ومهمته هي كسب المستذئبين الذين يجندهم غرايباك ضد المجتمع السحري لصالحه، وإقناعهم بزيف دعوى فولدمورت.
أيضاً، يبذل لوبين جهوداً مضنية في الحراسة، وفي مهمات أعضاء الجماعة الأخرى، فقد كان واحداً من الذين تطوعوا لحراسة هاري بوتر وإيصاله إلى 12 غريمولد بليس، كما أنه أحد مقاتلي جماعة العنقاء الذين قاتلوا في معركة دائرة الغرائب والغوامض. وأحد الذين قاتلوا في معركة هوجوورتس.

## خصائصه الشخصية وقدراته
ريموس لوبين هو (مستذئب معضوض)من قبل جريبياك ولذلك فهو يمقت هذا الأخير جدا
كما أنه ضليع في معرفة المخلوقات السحرية العجيبة ومعرفته أيضا بالتعاويذ
وهو في حالته الأدمية له شعر بني فاتح ووجهه باهت ونحيل كما هو الحال في جسمه

## اسمه
ريموس جون لوبين

## مستقبله
في الكتاب السابع من السلسة يتزوج لوبين من نيمفادورا تونكس، وينجبان ولدا.
اسمه تيدى لوبين، ويصبح هارى بوتر والده الروحى.
يموت لوبين على يد أحد اكلة الموت هو انطونيو دولوهوف، وتموت تونكس على يد خالتها بيلاتريكس.